# Julian Howard
Julian Anthony Howard (* 3. April 1989 in Mannheim, Baden-Württemberg) ist ein ehemaliger deutscher Leichtathlet, der sich auf den Weitsprung spezialisiert hatte. Er absolvierte auch Sprints.

## Berufsweg
2008 machte Julian Howard das Abitur an einem Mannheimer Sportgymnasium und entschied sich Maschinenbau am Karlsruher Institut für Technologie (KIT) zu studieren. Wegen Zweifeln an der Studienwahl, begann er ab Wintersemester 2012/13 ein Parallelstudium (Mathematik und Sport auf Lehramt). Das Maschinenbaustudium schloss er zwischenzeitlich ab. 2020 begann er ein Referendariat am Max-Planck-Gymnasium in Karlsruhe.

## Sportliche Laufbahn
Julian Howard spielte zunächst Fußball, wollte dann aber eine Individualsportart ausüben. Da er bei den Bundesjugendspielen 1998 auffiel, lud man ihn zu einem Probetraining ein, welches ihm so gut gefiel, dass er zur Leichtathletik wechselte. Es stellte sich heraus, dass der Weitsprung das größte Entwicklungspotenzial für ihn barg.
2006 wurde Howard Deutscher U18-Meister im Weitsprung.
2008 konnte er sich für die Juniorenweltmeisterschaften in Bydgoszcz qualifizieren, wo er den 8. Platz belegte.
2009 erreichte Howard den 3. Platz bei den deutschen U23-Meisterschaften.
Es folgten vordere Plätze und Titelgewinne bei Baden-Württembergischen und süddeutschen Meisterschaften sowie der Übergang von der Jugendklasse zu den Aktiven, der wie bei vielen Athleten mit diversen Verletzungen verbunden war.
2011 konnte sich Howard zwar für die U23-Europameisterschaften in Ostrava qualifizieren, schied aber in der Qualifikation aus.
2012 startete er einen Neuanfang mit der LG Region Karlsruhe und wurde im Weitsprung Deutscher Vizemeister sowohl bei den deutschen Hallenmeisterschaften als auch bei den deutschen Meisterschaften.
2013 stellte Howard beim Springermeeting in Wesel eine persönliche Bestleistung mit einer Weite von 8,07 m auf.
2014 wurde er Deutscher Hallenmeister und kam bei den deutschen Meisterschaften auf den 3. Platz.
2015 sprang Howard beim Internationalen Hallenmeeting in Karlsruhe mit 8,04 m die Hallenjahresbestleistung. Er wurde Deutscher Hallenvizemeister und belegte bei den deutschen Meisterschaften erneut den 3. Platz.
2016 sprang Howard mit 8,03 m erneut in Karlsruhe beim Indoor Meeting die Hallenjahresbestleistung und wurde Deutscher Hallenvizemeister.
2017 holte sich Howard in Leipzig wieder den Deutschen Hallenmeister-Titel. Schon beim Indoor-Meeting in Karlsruhe am 4. Februar hatte er sich mit 7,97 m für die Halleneuropameisterschaften in Belgrad qualifiziert, wo er mit gleicher Weite den 5. Platz belegte. Im nordfranzösischen Lille wurde Howard Team-Europameister, beim Weitsprung belegte er den 10. Platz. Bei den Deutschen Meisterschaften in Erfurt holte sich Howard einen weiteren Meistertitel. Mitte Juli wurde Howard als Weitspringer vom Allgemeinen Deutschen Hochschulsportverband (adh) für die Sommer-Universiade in Taipeh nominiert, wo er ohne gültigen Versuch in der Qualifikation ausschied.
2018 wurde Howard mit 7,74 m Deutscher Hallenmeister.
2009 kam Howard in den Bundeskader. Er gehörte zum Perspektivkader des Deutschen Leichtathletik-Verbandes (DLV).

## Vereinszugehörigkeit
Julian Howard startete seit 2012 für die LG Region Karlsruhe. Zuvor war er bei der MTG Mannheim und dem Post Südstadt Karlsruhe.

## Familie
Der Vater von Julian Howard stammt aus Jamaika.

## Ehrungen
- Für seine sportlichen Erfolge des Jahres 2017 wurde Howard im April 2018 beim Karlsruher Sportlerball mit der goldenen Pyramide ausgezeichnet und zum Sportler des Jahres gekürt.[5]

## Bestleistungen
(Stand: 13. Juni 2018)

Halle
- 60 m: 6,81 s, Sindelfingen, 30. Januar 2016
- 8,04 m, Karlsruhe, 31. Januar 2015

Freiluft
- 100 m: 10,72 s (+1,5 m/s), Zofingen, 30. Mai 2015
- 8,20 m (+0,3 m/s), Weinheim, 26. Mai 2018

## Erfolge
national
- 2005: 8. Platz deutsche U18-Meisterschaften (Weitsprung)
- 2006: Deutscher U18-Meister (Weitsprung)
- 2007: 3. Platz deutsche U20-Hallenmeisterschaften (Weitsprung)
- 2007: 5. Platz deutsche U18-Meisterschaften (Weitsprung)
- 2008: Deutscher U20-Hallenvizemeister (Weitsprung)
- 2008: Deutscher U20-Vizemeister (Weitsprung)
- 2008: 3. Platz deutsche U23-Meisterschaften (Weitsprung)
- 2009: 3. Platz deutsche U23-Meisterschaften (Weitsprung)
- 2009: 11. Platz deutsche Meisterschaften (Weitsprung)
- 2011: 13. Platz deutsche Meisterschaften (Weitsprung)
- 2012: Deutscher Hallenvizemeister (Weitsprung)
- 2012: Deutscher Vizemeister (Weitsprung)
- 2013: 4. Platz deutsche Hallenmeisterschaften (Weitsprung)
- 2013: 3. Platz Deutscher Hochschul-Meister[6]
- 2013: 4. Platz deutsche Meisterschaften (Weitsprung)
- 2014: Deutscher Hallenmeister (Weitsprung)
- 2014: 3. Platz deutsche Meisterschaften (Weitsprung)
- 2015: Deutscher Hallenvizemeister (Weitsprung)
- 2015: 3. Platz deutsche Meisterschaften (Weitsprung)
- 2016: Deutscher Hallenvizemeister (Weitsprung)
- 2017: Deutscher Hallenmeister (Weitsprung)
- 2017: Deutscher Meister (Weitsprung)
- 2018: Deutscher Hallenmeister (Weitsprung)
- 2020: 3. Platz deutsche Hallenmeisterschaften (Weitsprung)

international
- 2008: 8. Platz Juniorenweltmeisterschaften (Weitsprung)
- 2011: Teilnahme U23-Europameisterschaften (Weitsprung)
- 2013: 5. Platz Sommer-Universiade (Weitsprung)
- 2014: Teilnahme Europameisterschaften (Weitsprung)
- 2015: 13. Platz Halleneuropameisterschaften (Weitsprung)
- 2017: 5. Platz Halleneuropameisterschaften (Weitsprung)
- 2017: Team-Europameister, gleichzeitig 10. Platz Weitsprung